# Моноподиальное ветвление

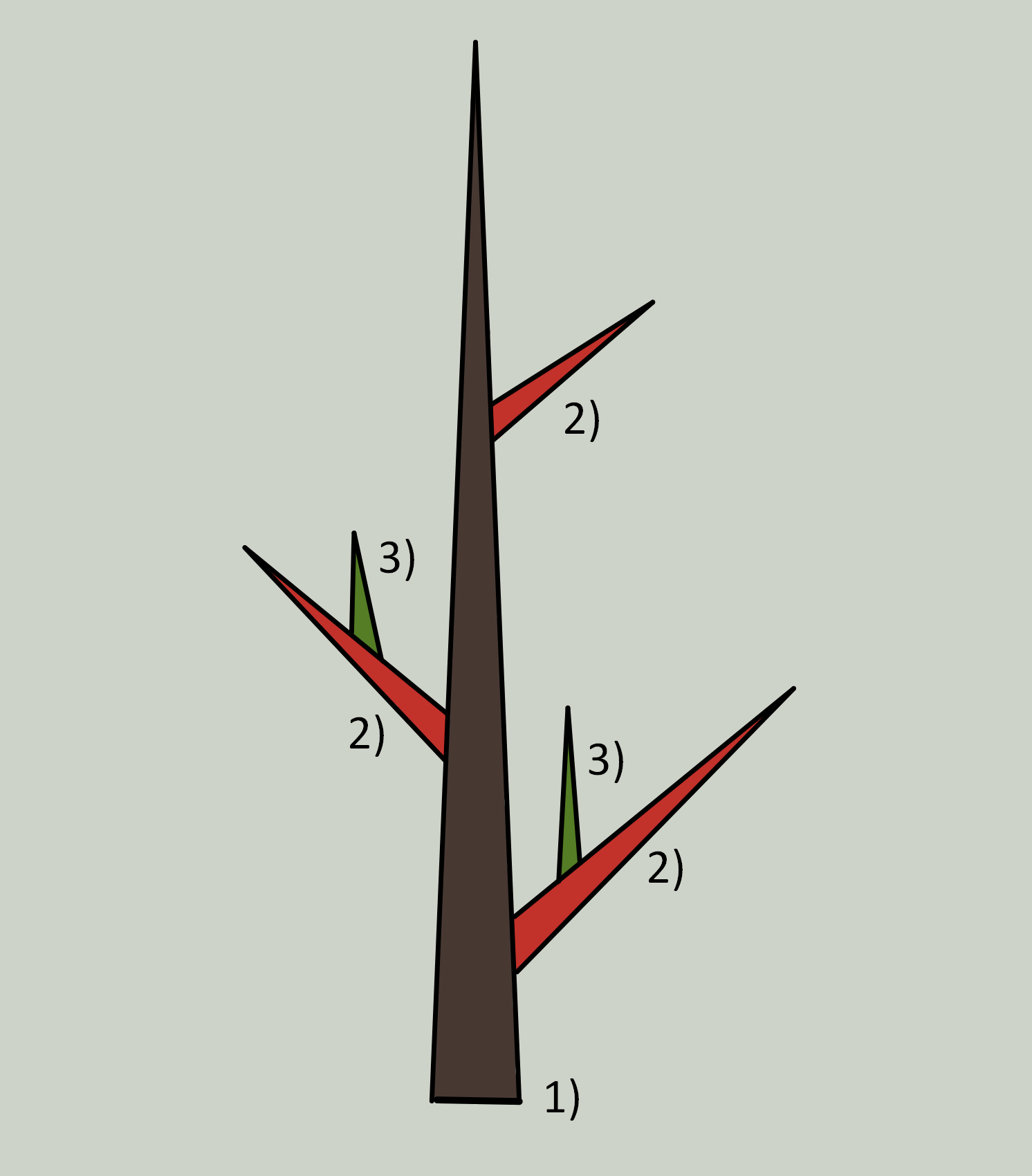
Схема моноподиального ветвления растений. Под цифрой 1 отмечена главная ось, под 2 ось второго порядка, под 3 ось третьего

Моноподиальное ветвление — ветвление, при котором главная ось тянется от основания тела растения вверх по прямой линии, образуя в акропетальном порядке (снизу к вершине) одну за другой оси 2-го порядка. У растений с моноподиальным типом строения побега верхушечная почка сохраняется на протяжении всей жизни побега.
При моноподиальном ветвлении возможны следующие вариации:
- Ось органа остается все время длиннее своих разветвленных или неразветвленных ветвей; в таком разветвлении, в так называемом метельчатом (рацемозном), бывает резко выражена центральная, или главная, ось, таково, например ветвление ствола сосны и ели, листа многих папоротников;
- Одна, две или несколько ветвей вскоре после своего возникновения перерастают главную ось, тогда получаются:
  - симподий, когда лишь одна ветвь перерастает главную ось, как например у корневищ многих растений, таких как купена аптечная (Polygonatum);
  - ложная дихотомия (ложное вильчатое ветвление, дихахий, например у сирени, омелы и у других, где две ветви перерастают главную ось);
  - плейохазий (когда несколько боковых ветвей перерастают главную ось, напр. у молочая); развитие главной оси в таких случаях совершенно прекращается либо вследствие отмирания верхушечной почки, как у сирени, либо вследствие развития на верхушке оси цветка (у многих гвоздичных)[2].

Моноподиальные растения — термин, наиболее часто используемый в описании растений тропической и субтропической флоры, а также в научно-популярной литературе по комнатному и оранжерейному цветоводству.
Моноподиальные растения могут существенно различаться внешне. Среди них есть розеточные, с удлиненным побегом, кустовидные.